# Garrett Oliver
Garret Oliver (Nova York, ?) é um renomado mestre-cervejeiro estadunidense. Foi editor da Oxford Companion to Beer em 2011 e foi um dos juízes do Great American Beer Festival.